# Michael Bartels
Michael Wilhelm Bartels (Plettenberg, 8 marzo 1968) è un pilota automobilistico tedesco.

## Carriera

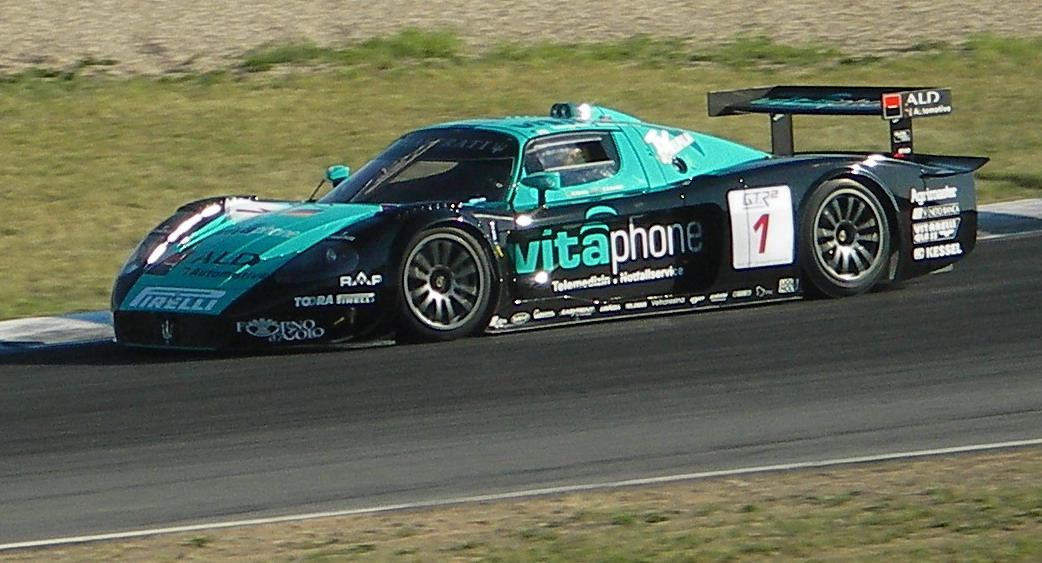
Michael Bartels sulla Maserati MC12 della Vitaphone Racing

Vinse il Campionato tedesco di karting nel 1985 e la Formula Ford tedesca 1600 nel 1986.
In Formula 1 venne iscritto a quattro Gran Premi con la Lotus non riuscendo mai a qualificarsi. Partecipò al campionato DTM dal 1994 al 1996 e nel 2000.
Dal 2004 ha corso, con successo, nel Campionato del mondo GT con una Maserati MC12 della Vitaphone Racing: proprietario del team stesso, ha conquistato 4 titoli team GT1 e 3 piloti in coppia con Andrea Bertolini. All'attivo ha anche tre vittorie nella 24 Ore di Spa (2005, 2006, 2008).
Nel 2011 termina la collaborazione col precedente sponsor, quindi fonda il Vita4One Racing Team col quale partecipa, nel 2012, al FIA GT1 World Championship, mancando per un solo punto il titolo mondiale.

## Risultati in Formula 1
| 1991 | Scuderia | Vettura |  |  |  |  |  |  |  |  |    |    |  |    |  |    |  |  |  | Punti | Pos. |
| ---- | -------- | ------- |  |  |  |  |  |  |  |  | -- | -- |  | -- |  | -- |  |  |  | ----- | ---- |
| 1991 | Lotus    | 102B    |  |  |  |  |  |  |  |  | NQ | NQ |  | NQ |  | NQ |  |  |  | 0     |      |

| Legenda | 1º posto     | 2º posto | 3º posto    | A punti         | Senza punti/Non class.  | Grassetto – Pole position Corsivo – Giro più veloce |
| Legenda | Squalificato | Ritirato | Non partito | Non qualificato | Solo prove/Terzo pilota | Grassetto – Pole position Corsivo – Giro più veloce |